# Leonid Utkin
Leonid Antonovich Utkin (en ruso: Леонид Антонович Уткин) (Imperio Ruso, 15 de julio de 1884 - Unión Soviética, 5 de junio de 1964) fue un botánico y explorador ruso. Perteneció como investigador al Instituto Químico-Farmacéutico de Moscú. Se especializó en el estudio de los espermatofitos y realizó recolecciones de plantas medicinales de áreas rusas, en la zona forestal de Siberia Occidental y en las montañas Altái.

## Algunas publicaciones
- 1957. Bibliografiia po lekarstvennym rasteniiam (Bibliografía de plantas medicinales). Ed. Akademiia nauk SSSR. Botanicheskiĭ institut. 724 pp.

- La abreviatura «Utkin» se emplea para indicar a Leonid Utkin como autoridad en la descripción y clasificación científica de los vegetales.[4]